# ستيوارت هولاند أوركين
ستيوارت هولاند أوركين (بالإنجليزية: Stuart Orkin) هو طبيب أمريكي وعالم بيولوجيا الخلايا الجذعية وباحث في أمراض الدم والأورام لدى الأطفال. وهو أستاذ ديفيد ج. ناثان المتميز في طب الأطفال في كلية الطب بجامعة هارفارد. ركزت أبحاث أوركين على الأساس الجيني لاضطرابات الدم. وهو عضو في الأكاديمية الوطنية للعلوم ومعهد الطب ، ومحققًا في معهد هوارد هيوز الطبي.
فاز عام 2020 بــجائزة الملك فيصل العالمية، وذلك عن «جهوده العلمية المتميزة في مجال أمراض صبغة الدم الوراثية».